# Camponotus improprius
Camponotus improprius é uma espécie de inseto do gênero Camponotus, pertencente à família Formicidae.